# Дінго – Овен-Спрінгс
Дінго – Овен-Спрінгс – газопровід в Австралії. 
Трубопровід ввели в дію у 2015 році з метою видачі продукції газового родовища Дінго. Він складається із двох ділянок: 
- від родовища до його установки підготовки, яка здійснює вилучення конденсату та осушку. Цю ділянку завдовжки 40 кілометрів виконали із фібергласової труби діаметром 114 мм (4,5”);
- сталевої труби довжиною 3 кілометри з діаметром 100 мм від установки підготовки до ТЕС Овен-Спрінгс.
Також можливо відзначити, що ще раніше ТЕС Овен-Спрінгс за допомогою перемички довжиною 6 кілометрів сполучили з газопроводом Палм-Воллей – Аліс-Спрінгс.